# Dovbuș Cernăuți
Fotbal Club Dovbuș Cernăuți (în ucraineană Футбольний клуб «Довбуш» Чернівці) a fost un club de fotbal din Cernăuți (Ucraina),  
care a funcționat între anii 1920–1940 și din 2018. Culorile clubului sunt albastru și galben.

## Istoric
Pe 5 septembrie 1920, membrii Colegiului Cazacilor Academici Ucraineni „Zaporizhzhya” au creat Societatea Sportivă Ucraineană (UST) „Dovbush”, la Cernăuți. Clubul a fost înființat cu participarea activă a cunoscutei personalități publice Dmitri Gubka-Bezborodko. Societatea a fost numită „Societatea Sportivă Ucraineană «Dovbush». Dr. Franz Jędrzejowski , membru de lungă durată al UAC «Zaporizhzhya», a fost ales președinte al asociației nou formate.

### Cupa Cernăuți
Echipa de fotbal a concurat cu succes în Cupa Cernăuți din 1922. În faza preliminară, echipele au concurat în două grupe, iar câștigătoarele au avansat în finală. În meciul final, „Dovbush” și „Maccabi” s-au întâlnit, ucrainenii obținând o victorie sigură cu scorul de 3:1.
În 1931, numele UST Dovbush a fost schimbat în USK Dovbush. Echipa a jucat în campionatul local al Bucovinei, devenind vicecampioană regională în 1934. În 1940, odată cu invazia trupelor sovietice în Bucovina, clubul a fost desființat.

### Renaștere
În 2018, clubul Dovbush a fost reînviat și a început să joace la nivel de amatori. În 2020 și 2021, echipa a participat la Campionatul Ucrainean de Amatori.

## Rezultate
Secolul al XX-lea
- Campionatul Bucovinei
  - Vicecampioană a Bucovinei: 1934

Secolul XXI
- Campionatul Regiunii Cernăuți :
  - Campion (2) : 2020, 2021
- Cupa Regiunii Cernăuți :
  - Câștigători (1) : 2021
  - Finaliști (1) : 2020
- Supercupa Regiunii Cernăuți :
  - Câștigători (1) : 2021